# Tess Gallagher
Tess Gallagher, née 20 juillet 1943 à Port Angeles (État de Washington), est une poétesse, essayiste et nouvelliste américaine. 

## Biographie
Gallagher nait dans une famille ouvrière. Elle a étudié avec le poète Theodore Roethke à l'université de Washington, obtenant une licence et une maîtrise en anglais. Elle a également fréquenté l'atelier d'écriture de l'Iowa Writers.
En novembre 1977, Gallagher fait la connaissance de l'écrivain Raymond Carver lors d'une conférence à Dallas, au Texas, et leur relation influence son travail littéraire, notamment en l'aidant à éditer et à publier ses écrits. À partir de janvier 1979, Carver et Gallagher se mettent à vivre ensemble et ils déménagent en 1980 à Syracuse, dans l'État de New York, où Gallagher est nommée coordinateur du programme d'écriture créative de l'université de Syracuse et où Carver enseigne en tant que professeur au département d'anglais. Ils passent une partie de leur temps à Port Angeles, dans l'état du Washington.
En 1988, six semaines avant sa mort, Carver et Gallagher se marient à Reno, dans le Nevada.
Tess Gallagher passe aujourd'hui une partie de son temps à vivre dans un chalet dans le comté de Sligo, en Irlande. Elle est remariée à un peintre irlandais.

## Travaux
Tess Gallagher a publié une quinzaine de recueils de poèmes et trois recueils de nouvelles, tous en langue anglaise. Elle a également publié un témoignage sur la période de sa vie avec Raymond Carver, traduit en français sous le titre de Deux audacieux : Auprès de Raymond Carver (Arléa, 2002).